# Volkspark Jungfernheide
Il Volkspark Jungfernheide (letteralmente: «parco pubblico della brughiera delle vergini») è un parco di Berlino, posto nel quartiere di Charlottenburg-Nord.
È posto sotto tutela monumentale (Denkmalschutz).

## Storia
Nel 1908 l'allora città di Charlottenburg acquistò una parte della Jungfernheide, un'antica e ampia area venatoria e forestale, per realizzarvi un parco destinato al riposo dei cittadini.
Per la realizzazione del progetto si dovette attendere la fine della prima guerra mondiale: nel 1920 il paesaggista Erwin Barth progettò la trasformazione dell'area in un parco attrezzato, giunto all'epoca odierna quasi senza variazioni. Il parco fu realizzato dal 1920 al 1923.

## Caratteristiche
Il parco si struttura lungo un asse prospettico est-ovest, che comprende un lago artificiale in parte balneabile e una torre dell'acqua eretta nel 1926-1927 su progetto di Walter Helmcke.
Gran parte dell'area è sistemata a bosco, attraversato in tutte le direzioni da svariati percorsi rettilinei, uno dei quali costituisce la traccia dell'antica prospettiva diretta verso il castello di Charlottenburg, posto quasi 3 km più a sud. A questi percorsi si aggiunge una passeggiata circolare, posta lungo il perimetro del parco, lunga 4 km.
Fra le altre attrezzature del parco spiccano un centro sportivo e il teatro all'aperto, costruito dal 1923 al 1925 su progetto dello stesso Barth.

### Fonti
- (DE) Clemens Alexander Wimmer, Parks und Gärten in Berlin und Potsdam, Berlino (Ovest), Nicolaische Verlagsbuchhandlung Berlin, 1985,  pp. 24-26, ISBN 3-87584-146-8.

### Testi di approfondimento
- (DE) Bauwelt, n. 12, 1921,  p. 583, ISSN 0005-6855 (WC · ACNP).
- (DE) Bauamt und Gemeindebau, n. 4, 1922,  p. 55.
- (DE) Gartenwelt, n. 27, 1923,  pp. 25-28, 216.